# Tumulto
Tumulto est un groupe de hard rock chilien, originaire de Santiago. Formé en 1973 par Alfonso « Poncho » Vergara, le groupe compte des grands succès comme Prefiero tinieblas, En las sombras, Carretera triste, Sin diner et l'hymne Rubia de los ojos celestes. Il est parmi les groupes chiliens les plus respectés dans la lignée de Alejandro Silva Power Cuarteto, Weichafe, El Cruce, et Inquisición. Séparé en 2004, le groupe se réunit en 2009 sous l'impulsion d'Oliver Vergara.

## Biographie

### Débuts
Le bassiste Alfonso « Poncho » Vergara est, dès le début, le pilier du projet, et seul musicien constant jusqu'à sa mort en 2004, en raison d'un cancer en phase terminale. Après ses débuts avec le groupe Percival et Los Ensambles del Rock, Vergara se joint au guitariste Sergio del Río (vétéran de Los Jockers) et le batteur Rodolfo Irribarra en 1972, d'abord pour participer à un festival de bienvenue à Aguaturbia, puis pour enregistrer son premier album, homonyme, publié en 1973 par EMI Odeon, que mêlait des éléments du hard rock et de rock latino, qu'imposaient à l'époque des artistes comme Carlos Santana. Peu de temps après, la même année, à cause du coup d'État, le groupe interrompt ses plans promotionnels et entame une pause de deux ans.

### Changements sous la dictature
En 1975, Vergara décide de relancer le projet, cette fois avec le guitariste Orlando Aranda et le batteur Nelson Olguín (tous deux anciens membres de Creciente Muribundo). En raison de la censure imposée par la dictature du général Augusto Pinochet, la nouvelle version de Tumulto choisit de ne jouer que des reprises en anglais. La peur et la méfiance qui engendrent la possibilité de composer et d'interpréter des chansons en espagnol dépassent l'atmosphère expressive du groupe. C'est ainsi que le groupe change profondément la sonorité de son répertoire, avec des compositions qui présentent de plus en plus de guitares agressives et de base rythmique.
En 1977, Tumulto participe à un festival important à Quinta Vergara à Viña del Mar, avec notamment Congreso Chileano et Arena Movediza, et les argentins Nito Mestre et Raúl Porchetto, entre autres. À cette époque, avec le claviériste Jorge Soto et le chanteur Mario Millar, le groupe joue son plus grand succès Rubia de los ojos celestes, par la suite publié en single par le label EMI. La chanson à succès sera réenregistrée plus tard en trois autres singles. Tumult cultive alors une audience fidèle et croissante.

### Années 1980-1990
Les difficultés de leur label, et des ventes revues à la baisse, mènent à la séparation momentanée du groupe en 1980. Vergara et Olguín continuent temporairement dans le rock, en rejoignant le groupe de rock progressif local Sol de Medianoche. Mais la fin de Tumulto n'est que de courte durée ; le groupe revient sur scène en 1982, avec Vergara, Aranda et le nouveau batteur Robinson Campos. Le groupe reprend ses performances, ce qui les conduit même à jouer à Tacna, au Pérou. Le label Sonotec finance de nouveaux enregistrements d'un vaste travail publié en deux volumes, apparu peu de temps avant que l'arrivée du claviériste Jorge Fritz.
Le 1er septembre 1994, le groupe joue l'une de ses plus importantes performances aux côtés de Slayer, Black Sabbath et Kiss au Mapocho de Santiago. Malgré des invités de qualité, le concert laisse un goût amer au public chilien à cause de sa mauvaise qualité sonore.
Après avoir essayé d'enregistrer une version pop de Rubia de los ojos celestes, et la mort soudaine de Robinson Campos en 1993 due à une insuffisance cardiaque, Tumulto surmonte les difficultés et recrute dans ses rangs les guitaristes Luis Vergara et Mauricio Padilla, et le batteur Rudy Ferrada. Le groupe participe au festival Monsters of Rock en 1995.

### Années 2000
En 2001, le groupe fait à nouveau face à des difficultés après avoir appris que Vergara était atteint d'un cancer. Le groupe organise alors la tournée Tributo a la leyenda de Tumulto au Providencia. Des groupes comme  Weichafe, Alejandro Silva Power Cuarteto, Inquisición, et Stormbringer, témoignent leur respect envers un groupe pionnier du hard rock chilien. Vergara meurt le 12 janvier 2004, laissant le projet Tumulto en suspens. Le groupe est relancé en 2009 sous l'impulsion d'Oliver Vergara, aux côtés des membres de Turbo comme James Robledo, entre autres.

## Membres

### Membres actuels
- Oliver Vergara - chant, chœurs
- Absalon Gallegos - guitare, chœurs
- Marcelo Naves - batterie
- Manuel Espinoza - chant

### Anciens membres
- Alfonso « Poncho » Vergara - basse, chant
- Orlando Aranda - chant, guitare
- Robinson Campos - batterie
- James Robledo - chant
- Andrés Retamal - guitare
- Billy Benz - batterie

## Discographie
- 1973 : Tumulto (disque vinyle, cassette 1982, CD 1987)
- 1987 : Tumulto II
- 1990 : Oliver Thrash
- 2000 : Tumulto Vivo